# Gisela Inés de Anhalt-Köthen
Gisela Inés de Anhalt-Köthen (en alemán, Gisela Agnes von Anhalt-Köthen; Köthen, 21 de septiembre de 1722-Dessau, 20 de abril de 1751) fue una princesa de Anhalt-Köthen por nacimiento y por matrimonio princesa de Anhalt-Dessau.

## Biografía
Gisela Inés era el único vástago superviviente del príncipe Leopoldo de Anhalt-Köthen (1694-1728) de su primer matrimonio con Federica Enriqueta (1702-1723), hija del príncipe Carlos Federico de Anhalt-Bernburg.
Cuando su padre murió sin dejar un heredero varón, fue sucedido como príncipe de Anhalt-Köthen por el tío de ella, Augusto Luis de Anhalt-Köthen. Sin embargo, Gisela Inés reclamó el título alodial y llevó el caso al Reichskammergericht. El príncipe Juan Augusto de Anhalt-Zerbst medió entre ellos y se alcanzó un compromiso. Gisela fue compensada con la suma de 100.000 táleros más una pensión anual hasta su matrimonio. También recibió la colección de su padre de armas y monedas y otros 32.000 táleros por sus propiedades de Prosigk, Klepzig y Köthen.
Se casó el 25 de mayo de 1737 en Bernburg con su primo, el príncipe Leopoldo II Maximiliano de Anhalt-Dessau (1700-1751). El matrimonio fue descrito como muy feliz. La muerte de su esposa golpeó a Leopoldo II tan duro que, ya con una salud delicada, murió solo ocho meses después. Ella fue enterrada en la Iglesia de Santa María en Dessau.

## Descendencia
De su matrimonio con Leopoldo II Maximiliano, Gisela Inés tuvo los siguientes hijos:
- Leopoldo III Federico Francisco (1740-1817), príncipe de Anhalt-Dessau. Casado en 1767 con la princesa Enriqueta Luisa de Brandeburgo-Schwedt (1750-1811).
- Luisa (1742-1743).
- Enriqueta Catalina Inés (1744-1799), casada en 1779 con el barón Juan Jost de Loën (1737-1803).
- María Leopoldina (1746-1769), casada en 1765 con el príncipe Simón Augusto de Lippe-Detmold (1727-1782).
- Juan Jorge (1748-1811).
- Casimira (1749-1778), casada en 1769 con el príncipe Simón Augusto de Lippe-Detmold (1727-1782), el viudo de su hermana, María Leopoldina.
- Alberto Federico (1750-1811), casado en 1774 con la condesa Enriqueta de Lippe-Weissenfeld (1753-1795).